# Álvaro de Saavedra Cerón

Trasa podróży Saavedry

Álvaro de Saavedra Cerón (ur. ?, zm. 9 października 1529) – hiszpański żeglarz, podróżnik i odkrywca, szczególnie aktywny na obszarze południowego Pacyfiku.
Urodzony w Hiszpanii bratanek zdobywcy Meksyku Cortesa służył pod jego rozkazami w latach 1519–1521, by następnie objąć urząd wicegubernatora Veracruz. W 1527 r. Cortes wysłał go na czele ekspedycji ratunkowej, mającej odszukać i uwolnić załogi statków hiszpańskich, które rozbiły się w pobliżu Wysp Korzennych.
Ekspedycja została dobrze przygotowana. W nadmorskim miasteczku Zihuatanejo (na północ od Acapulco) zbudowano trzy statki – "Santiago", "Espíritu Santo" i "Florida", które 31 października 1527 r. wyruszyły na zachód. Po miesięcznej żegludze dwa statki zatonęły w silnym sztormie i Saavedrze została jedynie flagowa "Florida", którą 29 grudnia dotarł do wybrzeży Guam.
2 lutego 1528 r. wylądował na wyspie Mindanao na Filipinach, gdzie odbił z rąk krajowców grupkę żeglarzy hiszpańskich z jednej z poprzednich wypraw. Stamtąd skierował się na południe docierając wkrótce do wysp Halmahera i Tidore w archipelagu Moluków. Po uwolnieniu poszukiwanych załóg, próbował powrócić do wybrzeży Nowej Hiszpanii (Meksyku). Dotarł do północnych wybrzeży Nowej Gwinei, podążając wzdłuż nich przez dłuższy czas, a potem skierował się na północ poszukując strefy stałych wiatrów zachodnich. Dotarł do 14° szerokości geograficznej północnej, ale z braku pomyślnych wiatrów musiał zawrócić na Tidore. Przy drugiej próbie powrotu, rozpoczętej w maju 1529, również popłynął wzdłuż wybrzeży Nowej Gwinei, odbijając na północ. Podczas podróży odkryto Ponape w Karolinach i Enewetak w archipelagu Wysp Marshalla. "Florida" dotarła aż do 31° N, ale również nie znalazła strefy pomyślnych wiatrów.
W tym drugim nieudanym rejsie Saavedra zmarł 9 października 1529, okręt powrócił na Moluki, gdzie załoga została internowana przez Portugalczyków i była więziona na Halmaherze do 1533 r. Ostatecznie członkom załogi udało się powrócić do Hiszpanii w 1536 r. (przez Przylądek Dobrej Nadziei i Lizbonę).
Álvaro de Saavedra był wśród pierwszych Europejczyków, którzy przepłynęli przez Pacyfik w kierunku zachodnim od czasów podróży Magellana w 1519-21. Jednak dopiero w 1564-1565 r. baskijskiemu kapitanowi Miguelowi Lópezowi de Legazpi udało się pokonać Pacyfik w kierunku przeciwnym.